# Dorfkirche Kemmen

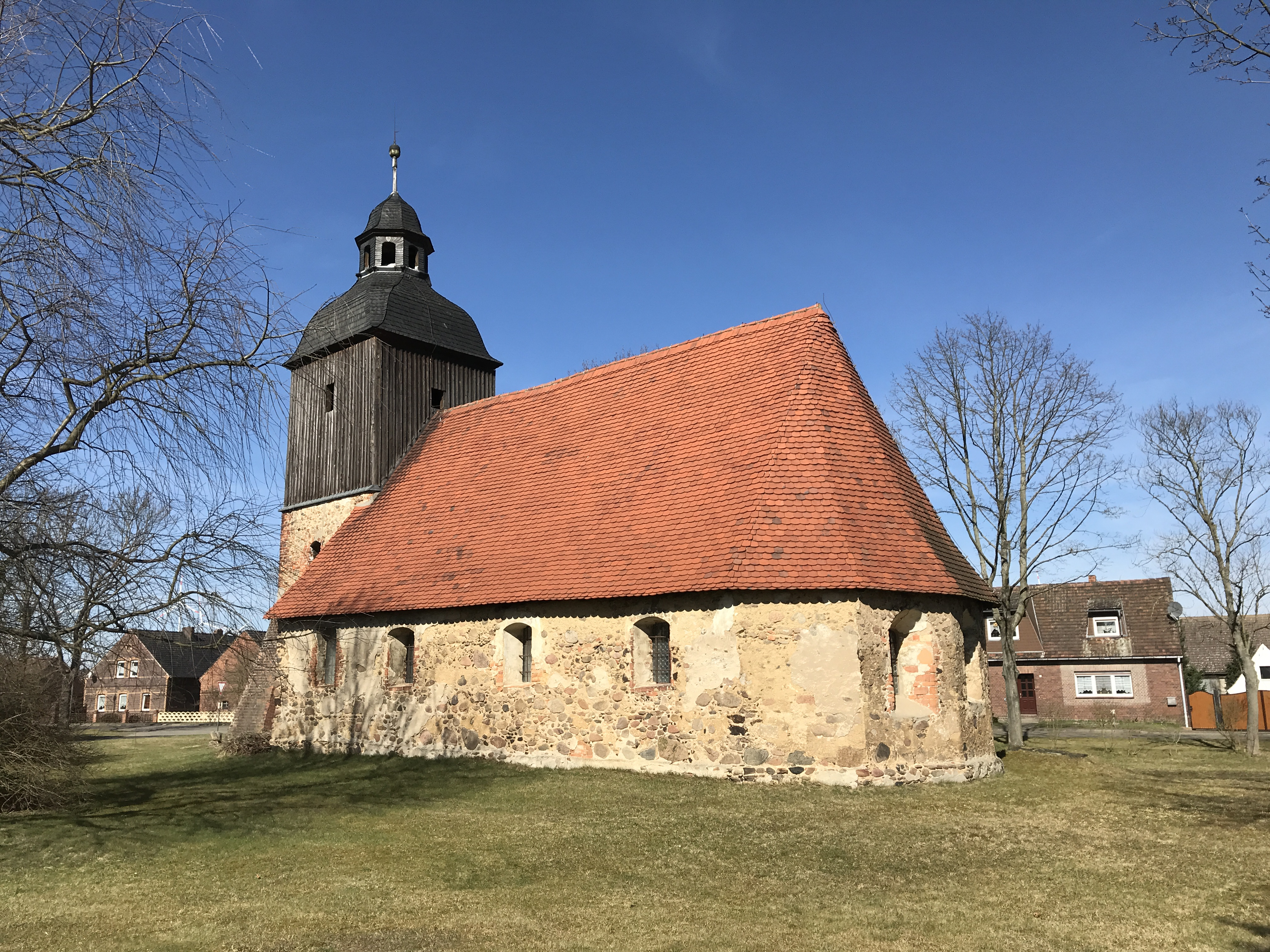
Dorfkirche Kemmen

Die evangelische Dorfkirche Kemmen ist eine spätgotische Saalkirche in Kemmen, einem Ortsteil der Stadt Calau im Landkreis Oberspreewald-Lausitz im Land Brandenburg. Die Kirchengemeinde Calau gehört zum Kirchenkreis Niederlausitz der Evangelischen Kirche Berlin-Brandenburg-schlesische Oberlausitz.

## Lage
Die Kemmener Dorfstraße führt von Südwesten kommend in nordöstlicher Richtung durch den Ort. Am historischen Dorfanger zweigt die Straße Am Mühlberg nach Süden hin ab. Die Kirche steht auf dem Anger auf einem nicht eingefriedeten Grundstück.

## Geschichte
Die Stadt Calau verweist auf das 15. Jahrhundert, gibt aber gleichzeitig zu bedenken, dass aus dem Jahr 1346 bereits ein Pfarramt überliefert ist. Das Dehio-Handbuch spricht von einem spätgotischen Bau, der im 15. Jahrhundert entstanden ist. Im Dreißigjährigen Krieg wurde der Sakralbau vermutlich beschädigt, denn aus den Jahren 1649 bis 1652 ist eine Erneuerung überliefert. Der Gutsbesitzer Georg Planck ließ das Bauwerk instand setzen und erwarb eine im Dehio-Handbuch als „künstlerisch bedeutend“ bewertete Kirchenausstattung. 1752 ließ die Kirchengemeinde den verbretterten Turmaufsatz erneuern; 1966 das Kruzifix auf dem Altar.

## Baubeschreibung

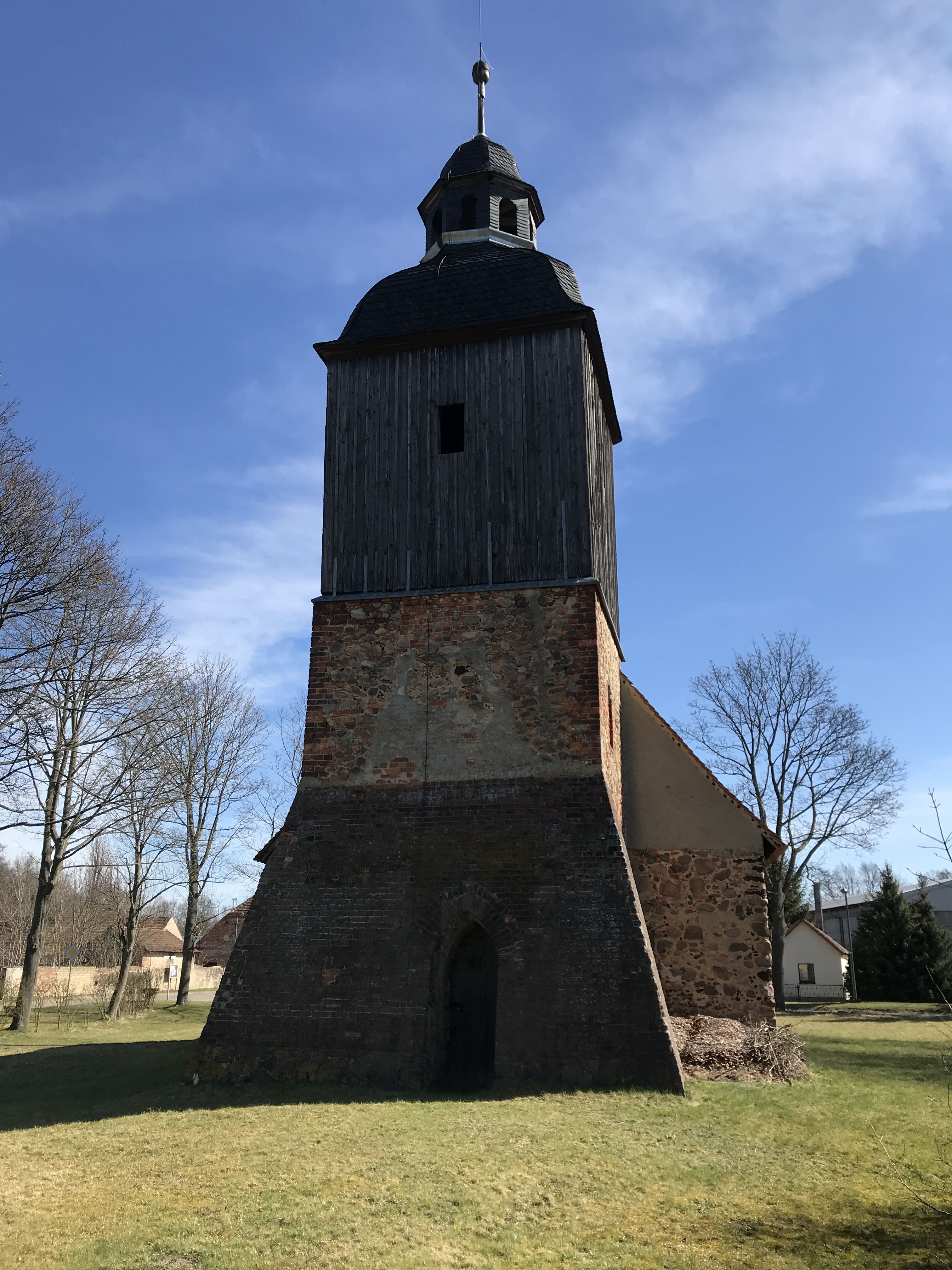
Ansicht von Westen

Die Kirche wurde im Wesentlichen aus Feldsteinen errichtet, die unbehauen nicht lagig geschichtet wurden. Einzelne Ausbesserungsarbeiten führten Handwerker mit hellem Mauerstein durch; teilweise sind Putzreste erkennbar. So entstand der nicht eingezogene Chor mit Fünfachtelschluss. Dort sind drei Fenster, von denen das westlich gelegene vergrößert ist; das abgefaste Gewände mit Mauerstein ausgebessert.
Daran schließt sich nach Westen das Kirchenschiff an. An seiner Nordseite sind zwei Fenster, dazwischen eine kleine, spitzbogige Pforte, die aus der Bauzeit stammen könne. An der Südseite sind vier Fenster, deren Laibung teilweise verputzt sind. Schiff und Chor tragen ein schlichtes Dach aus Biberschwanz.
Der Westturm ist quadratisch und gegenüber dem Schiff stark eingezogen. Er wird von zwei Strebepfeilern aus dunklem Mauerstein an der Nordwest- und Südwestecke stabilisiert. Diese spannen nach Westen hin eine nach oben abfallende Fassade auf, die gänzlich aus Mauerstein errichtet wurde. Darin ist ein spitzbogenförmiges Portal. Die übrigen Fassadenelemente sind bis kurz unterhalb des Dachfirsts des Kirchenschiffs aus Mischmauerwerk entstanden. Dort ist an der Nord- und Südseite je eine segmentbogenförmige Öffnung. Darüber ist ein verbretterter Aufsatz mit je einer schmalen, hochrechteckigen Klangarkade. Darauf ist eine geschweifte Turmhaube, die mit einem achteckigen Turmhelm und einer Turmkugel abschließt.

## Ausstattung
Das Altarretabel besteht aus einer Predella, die wiederum Teil eines hölzernen Aufsatzes war, der 1649 von Andreas Schultze aus Torgau hergestellt und drei Jahre später von Martin Heber aus Cottbus bemalt wurde. Es zeigt das Abendmahl Jesu und wird von zwei seitlich angeordneten Medaillons begleitet, die das Stifterpaar Georg und Justina Planck mit ihren Wappen zeigen. Darauf steht ein Kruzifix, das von zwei Engeln mit Leidenswerkzeugen umrahmt wird.
Schultze schuf 1649 auch die Kanzel, die 1652 von Heber gefasst wurde. Sie besteht aus einem fünfseitigen Kanzelkorb, auf dem der Salvator mundi sowie die vier Evangelisten mit ihren Symbolen zu sehen sind. Darüber ist ein Schalldeckel. Getragen wird der Korb von einer Figur Moses. Zwischen dem Pfarrstuhl und der Kanzel besteht eine hölzerne Verbindung. Aus Holz wurde um 1650 auch die sechsseitige Fünte gearbeitet, die mit Beschlagwerk verziert ist. Auf dem Deckel ist die Taufe Christi abgebildet. Experten vermuten, dass dieses Werk ebenfalls von Schultze stammt.